# Zach Thornton
Zach Thornton (Edgewood, 10 ottobre 1973) è un ex calciatore statunitense, di ruolo portiere.
Ha giocato per sei stagioni nei Chicago Fire.

## Carriera
Thornton viene selezionato come 69ª scelta dai New York/New Jersey MetroStars durante i Draft del 1996. Gioca inizialmente poche partite vista la titolarità del più quotato Tony Meola. Viene quindi ceduto in prestito in USL ai North Jersey Imperials.
Viene in seguito ceduto al Chicago Fire, dove conquista il posto da titolare e viene nominato come miglior portiere della MLS al suo prima anno ai Fire.
Nel 2004 firma per sei mesi un contratto con il Benfica senza mai essere impiegato in campo. Tornato a Chicago, perde il posto da titolare a favore di Henry Ring. Colleziona complessivamente 113 presenze con il Chicago Fire in tutte le competizioni.
Il 2 marzo 2007 passa al Colorado Rapids giocando solo una partita ed alla fine della stagione passa ai Bulls come portiere di riserva.
Il 2 agosto 2008 firma con il Chivas USA. Gioca due stagioni a livelli alti e viene nominato come miglior portiere del campionato per la stagione 2009.
Si ritira nel 2012.

### Nazionale
Thornton riceve la prima convocazione in nazionale nel 1994 per un'amichevole contro la nazionale giamaicana. Colleziona in totale otto presenze in nazionale.

## Palmarès

### Club
- Campionato MLS: 1

Chicago Fire: 1998
- Lamar Hunt U.S. Open Cup: 3

Chicago Fire: 1998, 2000, 2003
- MLS Supporters' Shield: 1

Chicago Fire: 2003

### Individuale
- MLS Best XI: 2

1998, 2009